# 浪漫-ROMAN-
『浪漫-ROMAN-』（ロマン）は、日本テレビ系『とんねるずの生でダラダラいかせて!!』で結成された2人組演歌デュオ「憲三郎＆ジョージ山本」（のりさぶろう アンド ジョージやまもと）による唯一のシングル。

## 解説
- 1996年5月17日にOYAJI RECORDS（ポニーキャニオン）よりリリースされた。
- オリコン最高位25位、最終売上枚数23万枚。また当時のオリコン演歌チャート連続1位記録を樹立している。
- 累計売上は45万枚以上を記録した[1]。
- 『憲三郎&ジョージ山本』は「憲三郎（とんねるず木梨憲武）」と「ジョージ山本（山本譲二）」の2人で構成され、北島三郎全面プロデュースで、北島がペンネームの原譲二名義で楽曲提供をした演歌デュオユニットである。
- 発売して半年後の1996年大晦日の『第47回NHK紅白歌合戦』に出場を果たした。古舘伊知郎（白組司会）・北島・五木ひろし、が見守る中、憲三郎が北島の物真似メイク・物真似で歌うなどのパフォーマンスを見せた。結果歌手別視聴率で4位を記録する。
- 北島はこの曲をマドンナの曲を聴きながら作曲したと発言している[2]。
- 紅白同日にはTBS系『第38回日本レコード大賞企画賞』を受賞しており、TBS - NHK間名物のバス移動を敢行している。
- ジョージ山本は山本譲二としてテレビ東京系『第29回年忘れにっぽんの歌』にも出演しており、この年は3番組のハシゴ出演を行った。
- 2020年1月22日、サブスクリプションサービス（サブスク）で配信解禁された。
- 2020年4月19日、新型コロナウイルス蔓延の現状を鑑み、SNSで著名人を筆頭に行った「うたつなぎ」に宇崎竜童からの指名で木梨が参加。この曲と「ガンバレ日本」（木梨憲武 + 忌野清志郎）を歌唱した[3][4]。

## 収録曲
全作詞・作曲：原譲二
1. 浪漫-ROMAN-
  - 原案：憲三郎、編曲：川村栄二
2. ブラ踊り
  - 編曲：鈴木操
3. 浪漫-ROMAN-（オリジナルカラオケ）
4. ブラ踊り（オリジナルカラオケ）

## 受賞
- 1996年　第38回日本レコード大賞企画賞受賞